# Sweetest Perfection
Sweetest Perfection (en español, La perfección más dulce) es una canción del grupo inglés de música electrónica Depeche Mode compuesta por Martin Gore, publicada en el álbum Violator de 1990.

## Descripción
Es uno de los temas más experimentales de Violator, sin embargo con un resultado sumamente característico. Está conducido por una melodía pulsante que se compone y va llenándose de efectos de modo lento, mientras en lo lírico Martin Gore repite un mismo verso perfecto acabado en cada línea con una misma rima; en español, “La más dulce perfección, a la que podría llamar mía; La más ligera corrección, no podría mejorarla; La más dulce infección, de cuerpo y mente; (la)más dulce inyección, de cualquier tipo”.
En esencia es un tema muy electrónico, como aún era el privativo en aquella época del grupo, aunque por otro lado es de los pocos del álbum en que ya se incorporaban cuerdas, apenas unas cuantas notas como es costumbre de Gore, sólo unas notas una tras otra y casi disueltas por completo en la cama sintética de sonidos, pero fundamentales para darle esa cierta calidad bizarra que posee, pues se agregaron en partes muy específicas sólo para realzar los versos, sin embargo cubren toda la canción.
En cuanto la peculiar letra, pareciera una de esas dirigida al efecto irresistible que producen las drogas, pero ello sólo es una interpretación, aunque ciertamente no es una alegoría sobre amor sino sobre deseos reprimidos, lo más verdaderamente ansiado.
Fue de las únicas dos canciones del álbum cantadas por Martin Gore, junto con Blue Dress, aunque con segunda voz de David Gahan; juego vocal muy pocas ocasiones puesto en práctica por DM y con el cual consiguen un registro algo más grave a lo que normalmente se percibe en sus canciones, pues la voz de tenor de Gore en primer plano alcanza un tono más fuerte en lugar de aderezada.
La musicalización tan característica comienza como un tecno minimalista, que poco a poco se va nutriendo de más elementos y modulaciones hasta llegar a ser un gran acompañamiento sintético repleto de sonidos y de efectos recargados pero consistentes de tal modo que no se pierda el sentido de armonía.
En conjunto de sus elementos, es una de las funciones más pop del álbum por lo desenfadado de su letra, lo suave de su musicalización y lo extravagante de la composición en general, con la guitarra que iba ganando mayor protagonismo, el efecto mismo de percusión que se endurecía y el elemento electrónico que se sofisticaba hacia algo más complementario que directo, sentando como las otras piezas del álbum lo que sería el sonido posterior de DM.

## En directo
Sweetest Perfection estuvo presente durante el correspondiente World Violation Tour, pero en una versión acústica con Martin Gore interpretándola solo con guitarra, aunque también la incorporó durante su gira solista en 2003 con motivo del álbum Counterfeit², en la cual irónicamente la llevó a cabo en una versión mucho más cercana a la de Violator con Peter Gordeno al teclado.
- Datos: Q6136652